# Хайнрих XII Ройс-Кьостриц
Хайнрих XII Ройс-Кьостриц (на немски: Heinrich XII, Prinz Reuss-Köstritz; * 8 март 1829, Дрезден; † 15 август 1866, Бад Либенщайн, Тюрингия) от род Дом Ройс, е принц на Ройс-Кьостриц, господар на Щонсдорф в Йеленогорски окръг, Югозападна Полша. Той е роднина на принцеса Елеонора Българска (1860 – 1917), съпруга от 1908 г. на цар Фердинанд I от България (1861 – 1948).

## Произход
Той е син на принц/княз Хайнрих LXIII Ройс-Кьостриц (1786 – 1841) и втората му съпруга графиня Каролина фон Щолберг-Вернигероде (1806 – 1896), дъщеря на граф Хайнрих фон Щолберг-Вернигероде (1772 – 1854) (1772 – 1854) и принцеса Каролина Александрина Хенриета Жанета фон Шьонбург-Валденбург (1780 – 1809).

## Фамилия
Хайнрих XII Ройс-Кьостриц се жени на 6 юни 1858 г. в Плес/Пшчина за графиня Анна Каролина фон Хохберг, фрайин фон Фюрстенщайн (* 23 юли 1839, Фюрстенщайн; † 14 март 1916, Дрезден), дъщеря на граф Ханс Хайнрих X фон Хохберг (1806 – 1855), 1. княз на Плес, и Ида фон Щехов (1811 – 1843). Те имат син и дъщеря:
- Хайнрих XXVIII, принц Ройс-Кьостриц (* 3 юни 1859, Щонсдорф; † 8 март 1924, Берлин), става „граф фон Дюренберг“ на 15 юли 1908 г., женен I. на 18 септември 1884 г. в Лаубах (развод на 4 юни 1907) за графиня Магдалена фон Золмс-Лаубах (* 11 декември 1863; † 21 април 1925), II. на 12 октомври 1908 г. в Лондон за Мари Граце Сауйер (* 15 март 1874; † 17 февруари 1958); от I. брак има два сина и една дъщеря
- Магдалена Ройс (* 18 декември 1860, Щонсдорф; † 27 февруари 1862, Щонсдорф)

Анна Каролина фон Хохберг се омъжва втори път на 25 септември 1869 г. за брат му Хайнрих XIII Ройс-Кьостриц (1830 – 1897).